# 16 april
16 april is de 106e dag van het jaar (107e dag in een schrikkeljaar) in de gregoriaanse kalender. Hierna volgen nog 259 dagen tot het einde van het jaar.

## Gebeurtenissen
- Algemeen

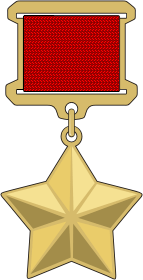
Held van de Sovjet-Unie

  - 924 - Keizer Berengar I wordt vermoord.
  - 1925 - In Sofia vinden bij een bomaanslag in de Sveta Nedeliakathedraal 150 mensen de dood.
  - 1934 - De Opperste Sovjet, het parlement van de Sovjet-Unie, stelt de titel Held van de Sovjet-Unie in.
  - 1947 - Tijdens een grote brand op 16 april en 17 april ontploffen twee schepen met ammoniumnitraat (en zwavel), de Grand Camp en de High Flyer, in de haven van Texas City. Zeshonderd personen komen om.
  - 1962 - Bob Dylan zingt Blowin' in the Wind voor het eerst voor publiek in een zaaltje in Greenwich Village, New York.
  - 1992 - Bij een vliegramp in Kenia komen vijfenveertig mensen om het leven, van wie veertig inzittenden van een vliegtuig van de luchtmacht en vijf mensen die op de grond werden geraakt door wrakstukken.
  - 1996 - Prins Andrew en Sarah Ferguson gaan scheiden.[1]
  - 2007 - Bij een schietpartij op de Virginia Polytechnic Institute and State University in Blacksburg, Virginia vinden 33 mensen de dood.
  - 2024 - Een zware brand verwoest een deel van het 17e-eeuwse Beursgebouw in Kopenhagen, Denemarken. Onder meer de iconische drakentoren gaat in vlammen op.[2]

- Media
  - 1924 - De eerste radio-uitzending via de draadomroep. De Matthäus-Passion wordt uitgezonden.

- Politiek
  - 1917 - Vladimir Lenin keert terug naar Sint-Petersburg na jaren ballingschap.
  - 1922 - Duitsland en de Sovjet-Unie ondertekenen het Verdrag van Rapallo.
  - 1956 - Oostenrijk wordt lid van de Raad van Europa.
  - 1991 - De regering van de West-Afrikaanse republiek Togo kondigt een dag van nationale rouw af ter herdenking van de 26 jongeren die vermoord zijn aangetroffen in de lagune voor de hoofdstad Lomé.
  - 2002 - Het Nederlandse kabinet-Kok II (Paars II) valt over de nasleep van 'Srebrenica'.
  - 2014 - De VN-Veiligheidsraad biedt bij monde van de Nieuw-Zeelandse oud-voorzitter Colin Keating excuses aan voor de weigering van de raad om te erkennen dat zich in 1994 in Rwanda een volkerenmoord voltrok.
  - 2016 - De Europese Unie bereikt een akkoord met Ghana over het indammen van migratiestromen.

- Oorlog
  - 1746 - Bonnie Prince Charlie verslagen bij de Slag bij Culloden.
  - 1938 - Groot-Brittannië erkent de Italiaanse annexatie van Abessinië.
  - 1945 - Tweede Wereldoorlog: Sovjet-Unie start groot eindoffensief tegen Duitsland met als doel de verovering van Berlijn.
  - 1945 - Tweede Wereldoorlog: Bevrijding van Groningen.
  - 1945 - Tweede Wereldoorlog: Bevrijding van de Joodse gevangenen in Buchenwald
  - 1975 - De Rode Khmer verovert de Cambodjaanse hoofdstad Phnom Penh.

- Recreatie
  - 2011 - In het Heide-Park in Duitsland wordt de attractie Krake geopend.

- Religie
  - 556 - Pelagius I wordt tot paus gekozen.
  - 1907 - Paus Pius X creëert zeven nieuwe kardinalen, onder wie de Belgische aartsbisschop van Mechelen Désiré-Joseph Mercier.
  - 1962 - De Nederlander Lambert van Heygen wordt benoemd tot bisschop van Doumé in Kameroen.

- Sport
  - 1895 - Hockey en Bandy Club "Haarlem & Omstreken" wordt opgericht, een van de voorlopers van het huidige HC Bloemendaal.
  - 1912 - Oprichting van de Kroatische voetbalclub RNK Split.
  - 1972 - De 24-jarige Roger De Vlaeminck wint zijn eerste Parijs-Roubaix.
  - 1996 - Wielrenner Johan Museeuw wint Parijs-Roubaix.
  - 2006 - Theo Bos wordt voor de tweede maal wereldkampioen sprint.
  - 2006 - Fränk Schleck wint de Amstel Gold Race.
  - 2014 - Oprichting van de Amerikaanse voetbalclub Atlanta United FC.
  - 2017 - Philippe Gilbert wint Nederlands enige wielerklassieker Amstel Gold Race voor de vierde keer in zijn carrière.
  - 2019 - Victor Campenaerts uit België verbetert het werelduurrecord bij het wielrennen op de piste in Aguascalientes (stad)
  - 2019 - AFC Ajax behaalt de halve finale van de UEFA Champions League na een 2-1 overwinning uit bij Juventus. Matthijs de Ligt maakte de winnende treffer.
  - 2022 - De Italiaanse Elisa Longo Borghini wint de 2e Parijs-Roubaix voor vrouwen. De Belgische Lotte Kopecky sprint naar de tweede plaats en de Nederlandse Lucinda Brand wordt derde.[3]
  - 2023 - Tadej Pogačar uit Slovenië wint de 57e uitvoering van de Amstel Gold Race na een solo van 28 km. De Ier Ben Healy en de Brit Tom Pidcock komen als tweede en derde over de finish.[4]
  - 2023 - De Nederlandse Demi Vollering wint de negende en tot nu toe langste editie van de Amstel Gold Race voor vrouwen. Landgenote Shirin van Anrooij pakt de derde plaats en Lotte Kopecky uit België rijdt naar de tweede plaats.[5]
  - 2023 - Sanne Wevers turnt een gouden oefening op de evenwichtsbalk en haalt daarmee de tweede medaille binnen voor de Nederlandse turnsters bij het EK turnen in Antalya (Turkije). De Italiaanse Manila Esposito en Zsófia Kovács uit Hongarije worden tweede en derde.[6]

- Wetenschap en technologie
  - 1943 - Albert Hofmann neemt voor het eerst de hallucinogene effecten van lsd waar.
  - 1972 - De Apollo 16 met bemanningsleden gezagvoerder John Young, commando module piloot Ken Mattingly en maanmodule piloot Charlie Duke wordt gelanceerd voor een reis naar de maan.[7]
  - 2003 - De definitieve identificatie van het SARS-virus wordt bekendgemaakt door de Wereldgezondheidsorganisatie (WHO).
  - 2023 - Lancering met een Lange Mars 4B raket van China Aerospace Science Corporation (CASC) vanaf lanceerbasis Jiuquan SLS-2 van de Fengyun-3G missie met de gelijknamige weersatelliet, ook bekend onder de naam FY-3RM-1, die neerslag meet.[8]
  - 2023 - De Olkiluoto 3 kernreactor in Finland begint na een testfase met het regulier produceren van elektriciteit. De eenheid zal naar verwachting zeker de komende 60 jaar kunnen produceren.[9]

## Geboren

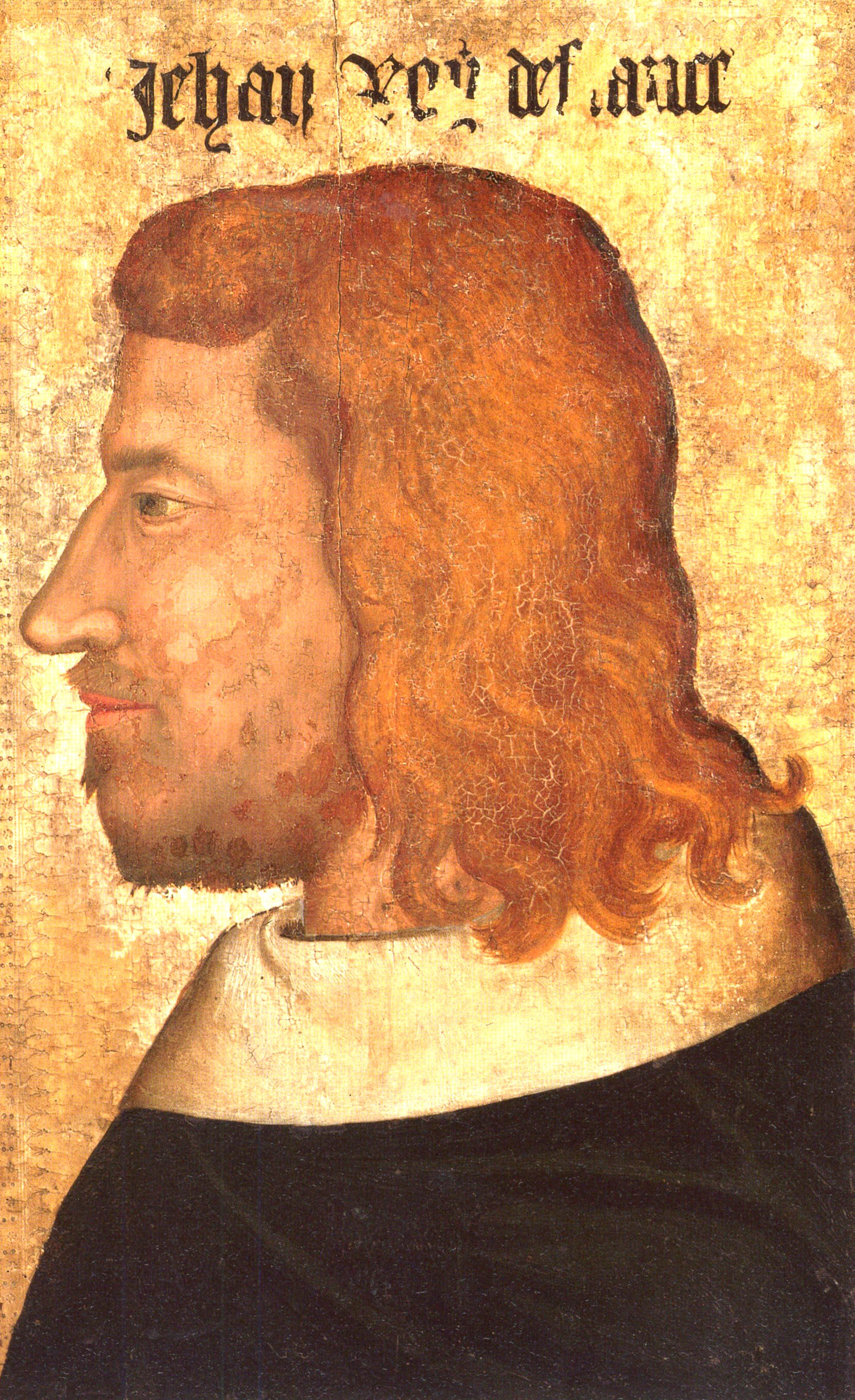
Jan II van Frankrijk
geboren in 1319

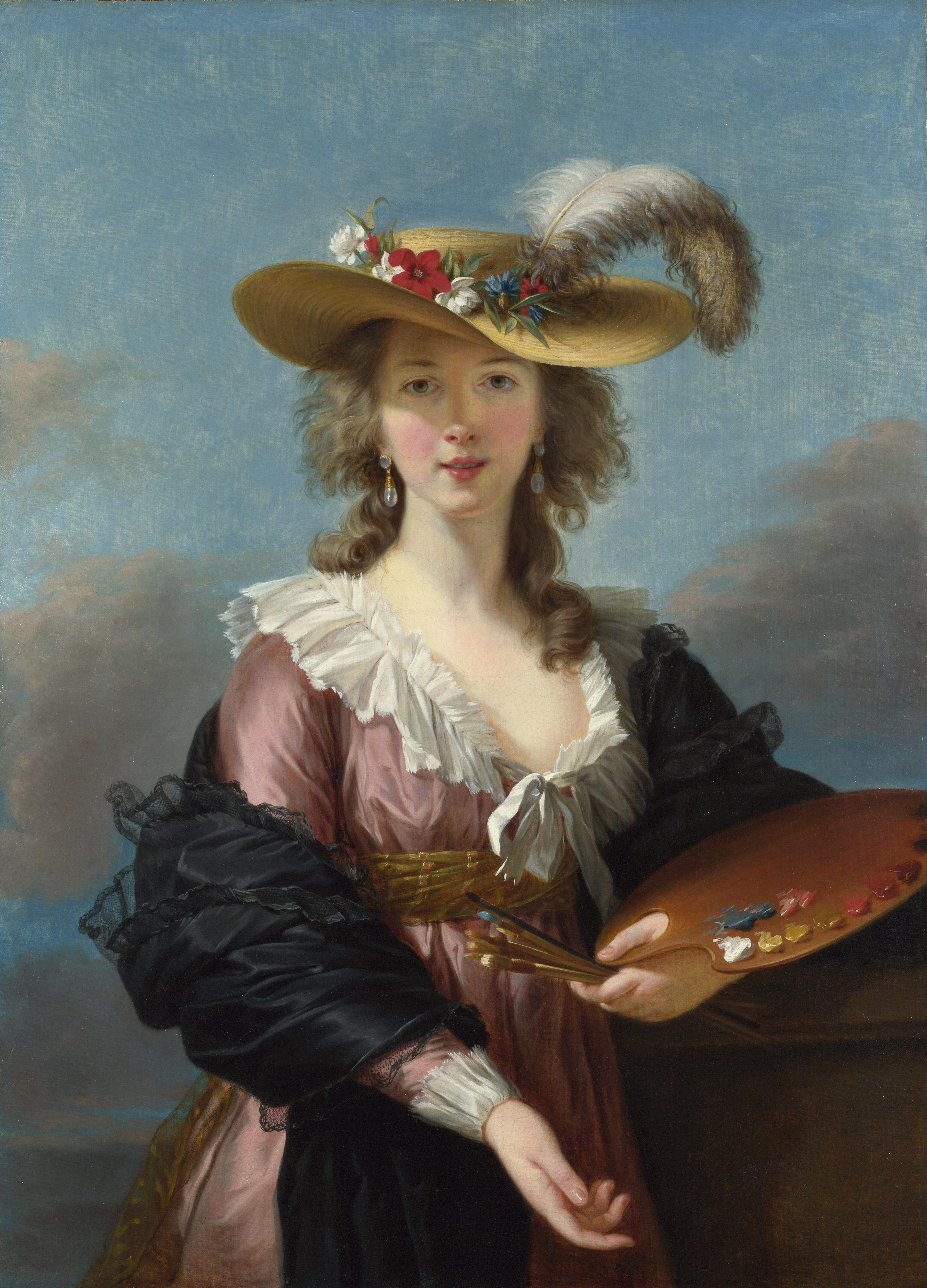
Élisabeth Vigée-Le Brun
geboren in 1755

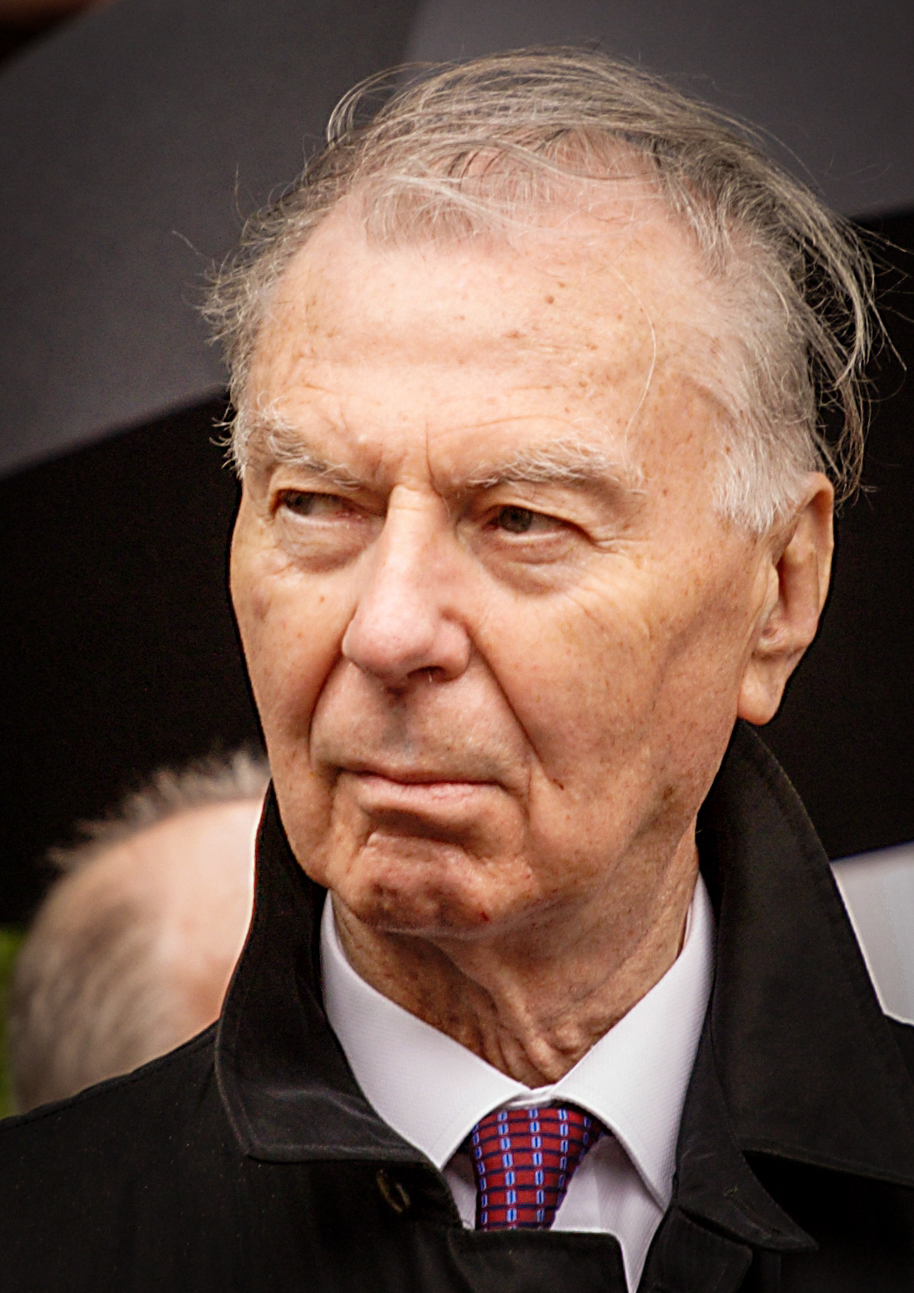
Leo Tindemans,
geboren in 1922

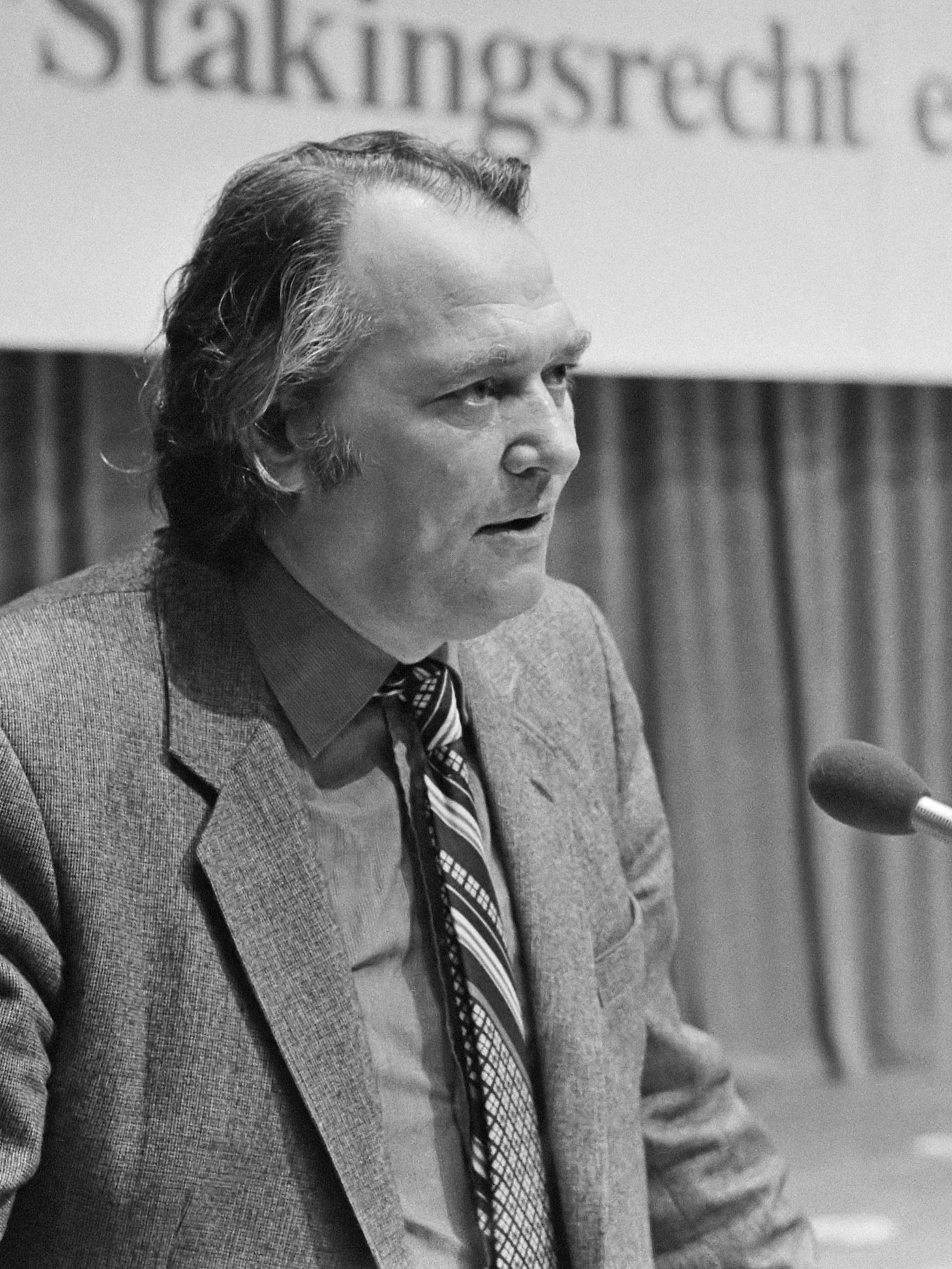
Herman Bode,
geboren in 1925

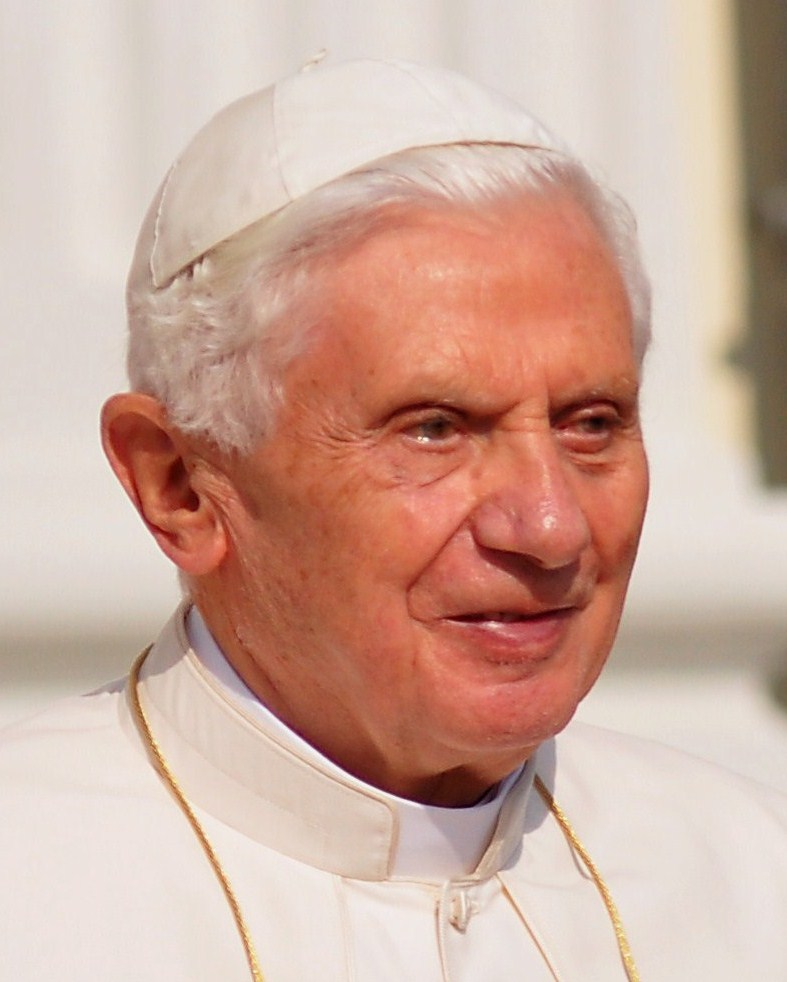
Paus Benedictus XVI,
geboren in 1927

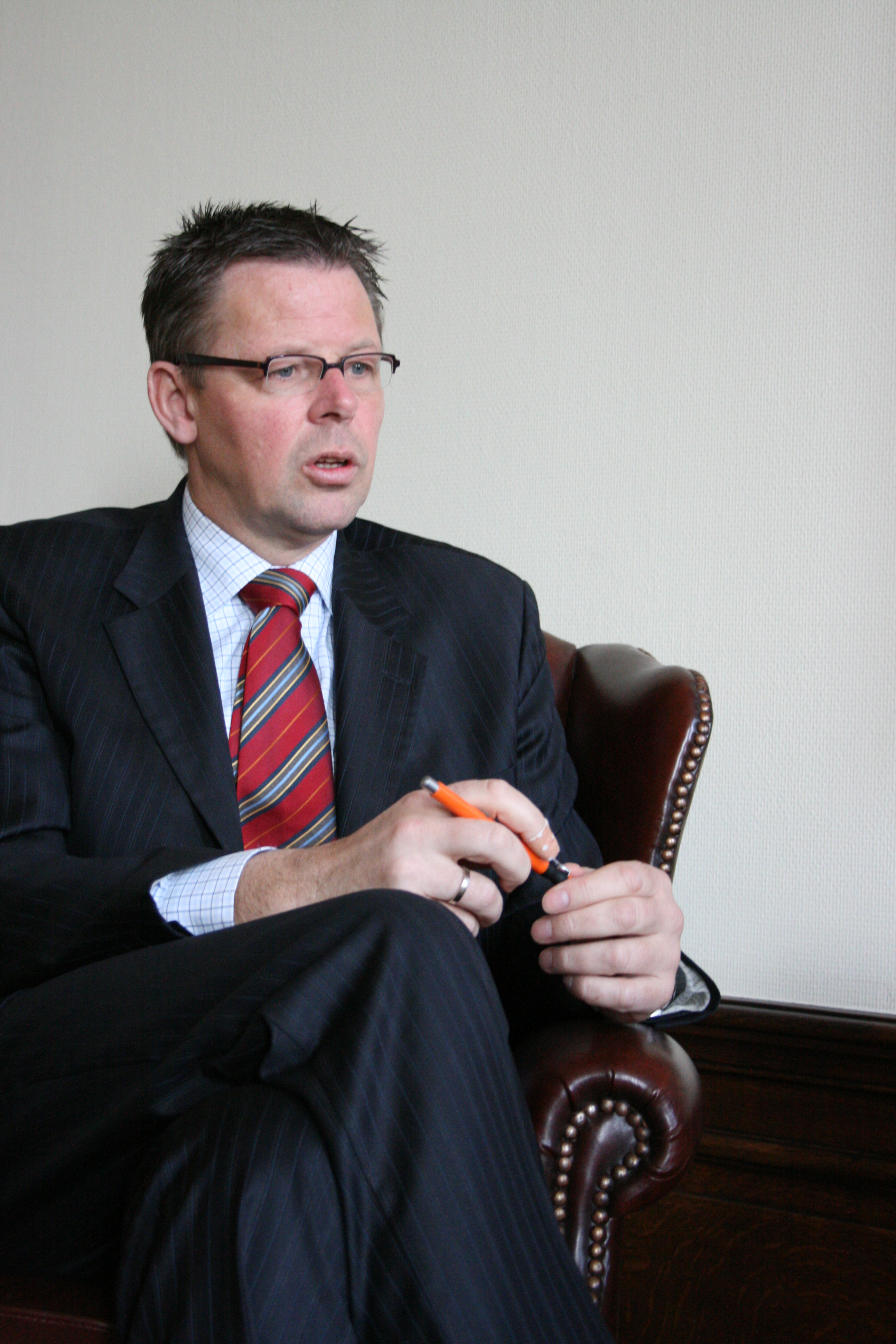
Doekle Terpstra (2007),
geboren in 1956

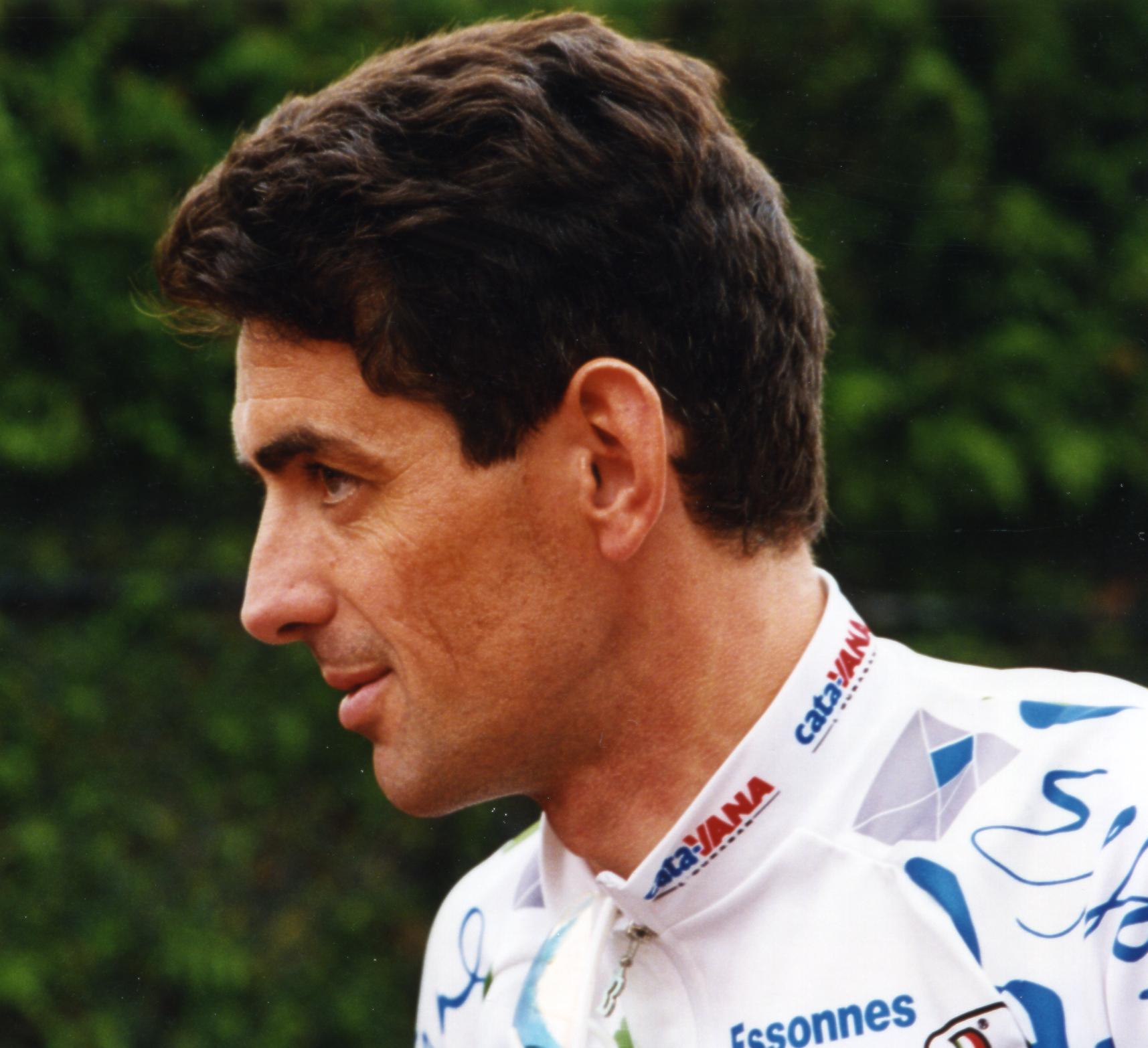
Marc Madiot,
geboren in 1959

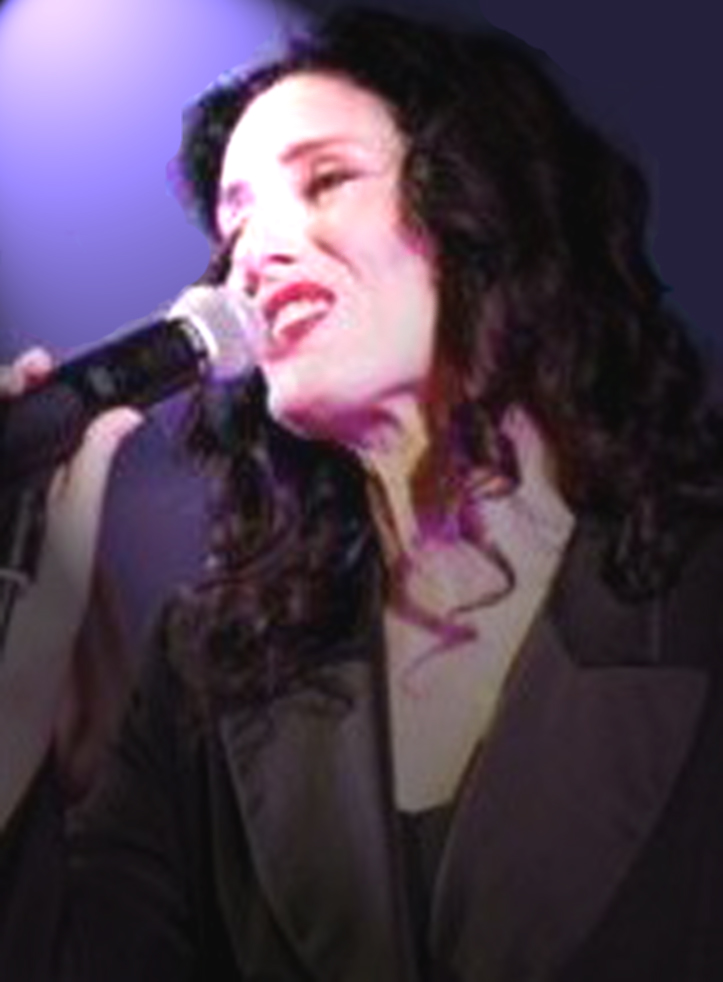
Doris Dragović,
geboren in 1961

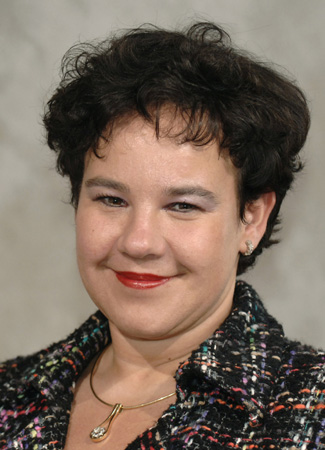
Sharon Dijksma
geboren in 1971

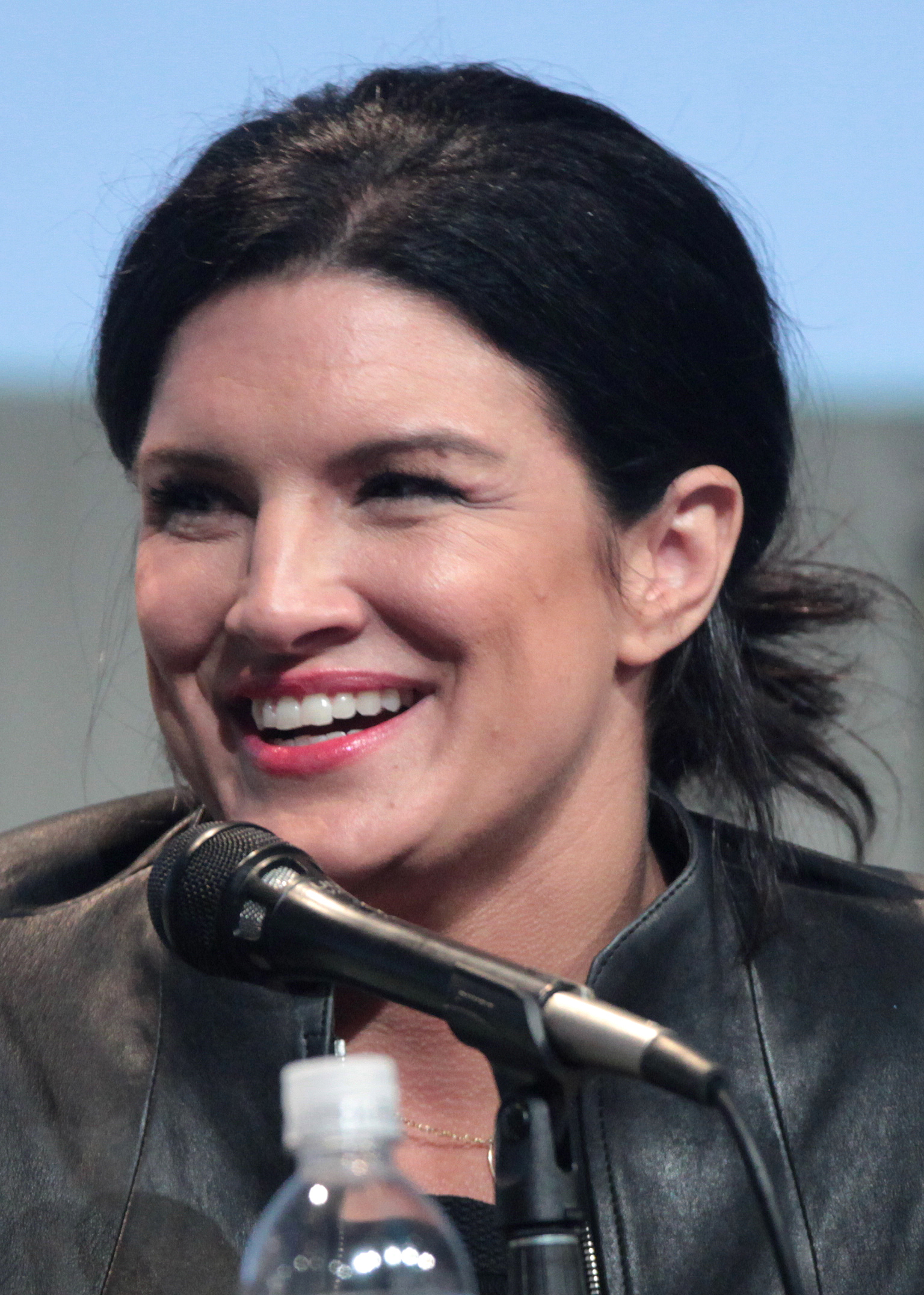
Gina Carano,
geboren in 1982

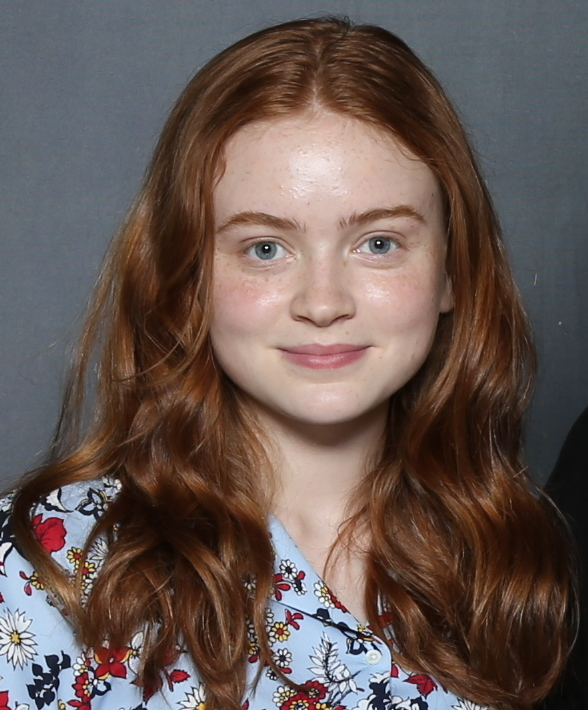
Sadie Sink,
geboren in 2002

- 1319 - Jan II van Frankrijk, koning van Frankrijk (overleden 1364)
- 1435 - Jan II de Krankzinnige, hertog van Silezië (overleden 1504)
- 1569 - John Davies, Engels dichter (overleden 1626)
- 1635 - Frans van Mieris de Oudere, Nederlands kunstschilder (overleden 1681)
- 1646 - Jules Hardouin-Mansart, Frans architect (overleden 1708)
- 1649 - Jan Luyken, Nederlands schrijver (overleden 1712)
- 1652 - Lorenzo Corsini, de latere paus Clemens XII (overleden 1740)
- 1679 - Carl Friedrich Gottlieb von Castell-Remlingen, Duits generaal (overleden 1743
- 1713 - Johann Benda, Duits-Tsjechisch componist en violist (overleden 1752)
- 1755 - Élisabeth Vigée-Le Brun, Frans kunstschilderes (overleden 1842)
- 1786 - Albrecht Adam, Duits kunstschilder (overleden 1862)
- 1797 - Adolphe Thiers, Frans politicus en historicus (overleden 1877)
- 1801 - Luigi Vannicelli Casoni, Italiaans kardinaal (overleden 1877)
- 1811 - Émile de Nieuwerkerke, Frans schilder en beeldhouwer (overleden 1892)
- 1819 - Johannes Franciscus Hoppenbrouwers, Nederlands kunstschilder (overleden 1866)
- 1821 - Ford Madox Brown, Engels kunstschilder (overleden 1893)
- 1822 - Anne Serweytens, Belgisch rooms-katholiek zuster (overleden 1888)
- 1825 - Jacob Brønnum Scavenius Estrup, Deens politicus (overleden 1913)
- 1830 - Jan van Dijk Mzn., Nederlands predikant (overleden 1909)
- 1838 - Ernest Solvay, Belgisch grootindustrieel en scheikundige (overleden 1922)
- 1843 - Josephus Drehmanns, Nederlands bisschop (overleden 1913)
- 1844 - Willem Boesnach, Nederlands toneelacteur (overleden 1917)
- 1844 - Anatole France, Frans schrijver en criticus (overleden 1924)
- 1851 - Ernst Josephson, Zweeds schilder (overleden 1906)
- 1854 - Jacob van Rees, Nederlands anarchist (overleden 1928)
- 1858 - Basilio Pompilj, Italiaans curiekardinaal (overleden 1931)
- 1858 - Flori Van Acker, Belgisch kunstschilder (overleden 1940)
- 1858 - Philippe Wolfers, Belgisch edelsmid (overleden 1929)
- 1860 - Isaäc Burchard Diederik van den Berch van Heemstede, Nederlands politicus (overleden 1917)
- 1867 - Pierre Desvages, Frans wielrenner (overleden 1933)
- 1867 - Wilbur Wright, Amerikaans vliegtuigpionier (overleden 1912)
- 1871 - Martin Lunssens, Belgisch componist, muziekpedagoog en dirigent (overleden 1944)
- 1874 - Ludo van Bronkhorst Sandberg, Nederlands staatsraad (overleden 1940)
- 1878 - Rafaël Guízar y Valencia, Mexicaans bisschop en heilige (overleden 1938)
- 1879 - Léon Thienpont, Belgisch politicus (overleden 1959)
- 1883 - Augustinas Voldemaras, Litouws staatsman (overleden 1942)
- 1884 - Jaime Texidor Dalmau, Spaans componist, dirigent en muziekuitgever (overleden 1957)
- 1885 - Leo Weiner, Hongaars muziekpedagoog, componist en pianist (overleden 1960)
- 1886 - Léonce Bernheim, Frans ingenieur (overleden 1944)
- 1886 - Ernst Thälmann, Duits communistische politicus (overleden 1944)
- 1889 - Charlie Chaplin, Brits-Amerikaans acteur, schrijver en filmproducent (overleden 1977)
- 1890 - Louis Vandendriessche, Belgisch politicus (overleden 1972)
- 1891 - Dora Richter, Tsjechische transpersoon die als eerste een succesvolle genderbevestigende operatie onderging (overleden 1966)
- 1893 - Frederic Mompou, Catalaans componist, vooral bekend door zijn muziek voor piano (overleden 1987)
- 1893 - John Norton, Amerikaans atleet (overleden 1979)
- 1895 - Sir Ove Nyquist Arup, Engels-Deens ingenieur en stichter van het ingenieursbureau Arup (overleden 1988)
- 1896 - Tristan Tzara, Roemeens dichter en essayist (overleden 1963)
- 1897 - John Bagot Glubb, Brits beroepsmilitair (overleden 1986)
- 1899 - François Morren, Belgisch atleet (overleden 1985)
- 1900 - Harrie de Leeuw, Nederlands politicus (overleden 1985)
- 1900 - Lajos Dinnyés, Hongaars politicus (overleden 1961)
- 1900 - Albert Willecomme, Frans fotograaf (overleden 1971)
- 1901 - Rose Gronon, Belgisch schrijfster (overleden 1979)
- 1901 - Stine Lerou, Nederlands actrice (overleden 1997)
- 1905 - Frits Philips, Nederlands topman en werktuigbouwkundige (overleden 2005)
- 1907 - Antonio Ortiz Mena, Mexicaans politicus en econoom (overleden 2007)
- 1908 - Johannes Hubertus Gilissen, Nederlands politicus (overleden 1985)
- 1908 - Ray Ventura, Frans singer-songwriter, acteur en orkestleider (overleden 1979)
- 1909 - Beb Bakhuijs, Nederlands voetballer (overleden 1982)
- 1910 - Marc de Groot, Belgisch kunstenaar (overleden 1979)
- 1911 - Guy Burgess, Brits dubbelspion (overleden 1963)
- 1911 - Gustav Adolf Larsen, Nederlands fascist (overleden)
- 1912 - Peter Ton, Nederlands politiek activist (overleden 1940)
- 1915 - Dany Tuijnman, Nederlands politicus (overleden 1992)
- 1916 - Sjalva Loladze, Georgisch militair (overleden 1945)
- 1917 - Barry Nelson, Amerikaans acteur (overleden 2007)
- 1917 - Charlotte Salomon, Joods-Duits schilderes (overleden 1943)
- 1918 - Dick Gibson, Brits autocoureur (overleden 2010)
- 1918 - Nol Kroes, Nederlands kunstenaar (overleden 1976)
- 1918 - Spike Milligan, Engels komiek (overleden 2002)
- 1918 - Willem Sassen, Nederlands collaborateur (overleden 2002)
- 1919 - Merce Cunningham, Amerikaans choreograaf (overleden 2009)
- 1919 - Jacob de Mos, Engelandvaarder (overleden 2016)
- 1919 - Nilla Pizzi, Italiaans zangeres (overleden 2011)
- 1919 - Flip Winckel, Nederlands Engelandvaarder (overleden 2009)
- 1921 - Simon Francke, Nederlands politicus (overleden 2004)
- 1921 - Wolfgang Leonhard, Duits politiek schrijver, historicus en kenner van de Sovjet-Unie (overleden 2014)
- 1921 - Peter Ustinov, Engels acteur (overleden 2004)
- 1922 - Kingsley Amis, Brits schrijver en dichter (overleden 1995)
- 1922 - Leo Tindemans, Belgisch politicus (overleden 2014)
- 1923 - Warren Barker, Amerikaans componist (overleden 2006)
- 1923 - Géo Daly, Frans jazzvibrafonist (overleden 1999)
- 1924 - Henry Mancini, Amerikaans componist (overleden 1994)
- 1925 - Herman Bode, Nederlands vakbondsman (overleden 2007)
- 1925 - Louis Dupré, Belgisch filosoof en hoogleraar (overleden 2022)
- 1925 - Alan Truscott, Brits bridgespeler (overleden 2005)
- 1925 - Piero Valenzano, Italiaans autocoureur (overleden 1955)
- 1926 - Suzanne Deriex, Zwitsers schrijfster (overleden 2024)
- 1926 - Hub Vinken, Nederlands wielrenner (overleden 2010)
- 1927 - Bob Cortner, Amerikaans autocoureur (overleden 1959)
- 1927 - Joseph Aloisius Ratzinger (paus Benedictus XVI), Duits theoloog en dogmaticus (overleden 2022)
- 1927 - Peter Mark Richman, Amerikaans acteur/producent/scenarist (overleden 2021)
- 1928 - Gilbert Fesselet, Zwitsers voetballer (overleden 2022)
- 1929 - Aurelio Angonese, Italiaans voetbalscheidsrechter
- 1930 - Herbie Mann, Amerikaans jazzmusicus (overleden 2003)
- 1930 - Arie Pais, Nederlands politicus (overleden 2022)
- 1931 - Gérard Badini, Frans muzikant
- 1931 - Piet de Visser, Nederlands politicus (overleden 2012)
- 1932 - Henk Schouten, Nederlands voetballer (overleden 2018)
- 1933 - Stefan Felsenthal, Nederlands acteur, dramaturg en regisseur (overleden 2007)
- 1933 - Erol Günaydin, Turks acteur (overleden 2012)
- 1933 - Marcos Alonso Imaz, Spaans voetballer (overleden 2012)
- 1933 - Vera Krepkina, Sovjet-Russisch-Oekraïens atlete (overleden 2023)
- 1934 - Carlos Domingo Medrano, Argentijns voetballer
- 1934 - Robert Stigwood, Australisch film- en muziekproducent (overleden 2016)
- 1935 - Wim Esajas, Surinaams atleet (overleden 2005)
- 1935 - Dominique Venner, Frans historicus en schrijver (overleden 2013)
- 1935 - Bobby Vinton, Amerikaans zanger
- 1937 - Colette Flesch, Luxemburgs politica
- 1937 - George Steele, Amerikaans professioneel worstelaar en acteur (overleden 2017)
- 1938 - Gerda Marchand, Belgisch actrice
- 1938 - Rolf Maurer, Zwitsers wielrenner (overleden 2019)
- 1939 - Margreeth de Boer, Nederlands politica
- 1939 - Reinier Lucassen, Nederlands kunstschilder (overleden 2025)
- 1939 - Dusty Springfield, Engels zangeres (overleden 1999)
- 1939 - Laurent Verbiest, Belgisch voetballer (overleden 1966)
- 1940 - Paul Cox, Nederlands-Australisch regisseur (overleden 2016)
- 1940 - Margrethe II, koningin van Denemarken
- 1941 - Roberto Poggiali, Italiaans wielrenner
- 1942 - Leo Nucci, Italiaans bariton
- 1942 - Wiel van Elderen, Nederlands voetballer
- 1942 - Frank Williams, Brits autocoureur en formule 1-teameigenaar (overleden 2021)
- 1943 - Han Ebbelaar, Nederlands balletdanser
- 1943 - Ruth Madoc, Brits actrice en zangeres (overleden 2022)
- 1943 - Mike Rabon, Amerikaans zanger en songwriter (overleden 2022)
- 1943 - Ewald Vanvugt, Nederlands schrijver (overleden 2025)
- 1944 - Antonio Angelucci, Italiaans ondernemer en politicus
- 1944 - Abdulwahid van Bommel, Nederlands imam
- 1944 - Jaap van der Niet, Nederlands voetbalscheidsrechter (overleden 2025)
- 1944 - Johan Olde Kalter, Nederlands journalist (overleden 2008)
- 1944 - Marcel Van Langenhove, Belgisch voetbalscheidsrechter
- 1944 - Elmar Wepper, Duits acteur (overleden 2023)
- 1945 - Lex Harding, Nederlands radiomaker en presentator
- 1945 - Hummie van der Tonnekreek, Nederlands journaliste (overleden 2022)
- 1946 - Catherine Allégret, Frans actrice
- 1946 - Pēteris Vasks, Lets componist
- 1946 - Ernst Bakker, Nederlands politicus (overleden 2014)
- 1946 - Geert Reuten, Nederlands politicus
- 1947 - Kareem Abdul-Jabbar, Amerikaans basketballer
- 1947 - Gerry Rafferty, Schots zanger (overleden 2011)
- 1947 - Takao Uematsu, Japans muzikant
- 1948 - Domingos Elias Alves Pedra (Dé), Braziliaans voetballer en trainer
- 1949 - Astrid Nijgh, Nederlands zangeres
- 1949 - Marc Vervenne, Belgisch theoloog
- 1950 - David Graf, Amerikaans acteur (overleden 2001)
- 1951 - Takazumi Katayama, Japans motorcoureur
- 1952 - Michel Blanc, Frans acteur, scenarioschrijver en filmregisseur (overleden 2024)
- 1952 - Esther Roth-Shachamarov, Israëlisch atlete
- 1952 - Yoshikazu Nagai, Japans voetballer
- 1952 - Alexander Tschäppät, Zwitsers politicus (overleden 2018)
- 1953 - Harry Bruggink, Nederlands voetballer (overleden 2019)
- 1954 - Charles Groenhuijsen, Nederlands journalist en publicist
- 1955 - DJ Kool Herc, Jamaicaans-Amerikaans dj
- 1955 - Groothertog Hendrik van Luxemburg
- 1956 - David Brown, Amerikaans ruimtevaarder (overleden 2003)
- 1956 - Catherine Colonna, Frans diplomate en politica
- 1956 - Luc Lavrysen, Belgisch rechter
- 1956 - Doekle Terpstra, Nederlands (vakbonds)bestuurder
- 1957 - Sjamil Abbjasov, Sovjet-Russisch/Kirgizisch atleet
- 1957 - Periyasamy Chandrasekaran, Sri Lankaans politicus (overleden 2010)
- 1957 - Patricia De Martelaere, Belgisch filosoof en hoogleraar (overleden 2009)
- 1957 - Radamel García, Colombiaans voetballer (overleden 2019)
- 1957 - Reinaldo Rueda, Colombiaans voetbalcoach
- 1959 - Michael Barratt, Amerikaans astronaut
- 1959 - Marc Madiot, Frans wielrenner en ploegleider
- 1960 - Wahab Akbar, Filipijns politicus (overleden 2007)
- 1960 - Rafael Benítez, Spaans voetbalcoach
- 1960 - Andreas Gruschke, Duits schrijver, fotograaf en tibetoloog (overleden 2018)
- 1960 - Mikel Herzog, Spaans zanger
- 1960 - Pierre Littbarski, Duits voetballer
- 1961 - Jacqueline Blom, Nederlands actrice
- 1961 - Doris Dragović, Kroatisch zangeres
- 1961 - Herman Frison, Belgisch wielrenner en ploegleider
- 1961 - Marianne Schuurmans-Wijdeven, Nederlands bestuurder en burgemeester
- 1962 - Tony Blinken, Amerikaans diplomaat
- 1962 - Ian MacKaye, Amerikaans zanger en gitariste
- 1963 - Chaka Demus, Jamaicaans muzikant
- 1963 - Sergej Krylov, Russisch autocoureur
- 1964 - Julio Ernesto Bernal, Colombiaans wielrenner
- 1964 - Irina Minch, Russisch basketbalster
- 1964 - Esbjörn Svensson, Zweeds jazzpianist (overleden 2008)
- 1964 - Benjamin Van Itterbeeck, Belgisch wielrenner
- 1964 - Yorick van Wageningen, Nederlands filmacteur
- 1965 - Jon Cryer, Amerikaans acteur, scenarist en producent
- 1965 - Martin Lawrence, Amerikaans acteur, komediant, regisseur en producer
- 1965 - Manuel Mejuto González, Spaans voetbalscheidsrechter
- 1966 - Shamsul Maidin, Singaporees voetbalscheidsrechter
- 1966 - Bruno Rangel, Braziliaans darter
- 1967 - Marnik Bogaerts, Belgisch voetballer
- 1967 - Don Duyns, Nederlands schrijver en regisseur
- 1967 - Raymond Bingham, dj/producer bekend als Grooverider
- 1967 - Bart de Graaff, Nederlands televisiepresentator en programmamaker (overleden 2002)
- 1967 - Irma Heeren, Nederlands triatlete
- 1968 - Bas de Bever, Nederlands mountainbiker en BMX'er
- 1968 - Martin Dahlin, Zweeds voetballer
- 1968 - Edmilson Paulo da Silva, Braziliaans voetballer
- 1968 - Andreas Hajek, Duits roeier
- 1968 - Barbara Sarafian, Belgisch actrice
- 1968 - Dušan Šarotar, Sloveens schrijver
- 1969 - Michael Baur, Oostenrijks voetballer
- 1969 - Germán Burgos, Argentijns voetballer
- 1970 - Marcelo Carracedo, Argentijns voetballer
- 1970 - Gabrielle, Brits zangeres
- 1970 - Juan Enrique García, Venezolaans voetballer
- 1970 - Arjan de Zeeuw, Nederlands voetballer
- 1971 - Peter Billingsley, Amerikaans acteur, producent en regisseur
- 1971 - Sharon Dijksma, Nederlands politica
- 1971 - Sven Fischer, Duits biatleet
- 1971 - Jukka Ruhanen, Fins voetballer
- 1971 - Selena Quintanilla, Amerikaans zangeres (overleden 1995)
- 1972 - Marianne Cornet (SoulSister), Surinaams zangeres, actrice en schrijfster
- 1972 - Andreas Dittmer, Duits kanovaarder
- 1972 - Conchita Martínez, Spaans tennisster
- 1972 - Paolo Negro, Italiaans voetballer
- 1973 - Akon, Amerikaans-Senegalees artiest
- 1973 - Arne Daelmans, Belgisch veldrijder
- 1973 - Sebastian Siebrecht, Duits schaker
- 1974 - Kazumi Matsuo, Japans atlete
- 1974 - Niek van Oosterum, Nederlands pianist
- 1974 - Sébastien Rémy, Luxemburgs voetballer
- 1975 - Diego Alonso, Uruguayaans voetballer
- 1975 - Saïd Belhout, Algerijns atleet
- 1975 - Flávio Canto, Braziliaans judoka
- 1975 - Keon Clark, Amerikaans basketballer
- 1975 - Katharine Eustace, Nieuw-Zeelands skeletonster
- 1975 - Pietro Zucconi, Zwitsers wielrenner
- 1976 - Menno Barreveld, Nederlands dj
- 1976 - Gunther Levi, Belgisch zanger en acteur
- 1976 - Sander Paulus, Nederlands journalist
- 1976 - Doriane Vidal, Frans snowboardster
- 1977 - Fredrik Ljungberg, Zweeds voetballer
- 1977 - Alek Wek, Brits model
- 1978 - An Hyo-yeon, Zuid-Koreaans voetballer
- 1978 - Noam Okun, Israëlisch tennisser
- 1978 - Jelena Prochorowa, Russisch atlete
- 1978 - Igor Tudor, Kroatisch voetballer
- 1979 - Christijan Albers, Nederlands autocoureur
- 1979 - Stuart Hayes, Brits triatleet
- 1980 - Paul London, Amerikaans worstelaar
- 1980 - Margriet Wesselink, Nederlands journaliste
- 1982 - Gina Carano, Amerikaans vechtkunstenares en actrice
- 1982 - Robert Popov, Macedonisch voetballer
- 1983 - Alex Antônio de Melo Santos, Braziliaans voetballer
- 1983 - Thomas Olde Heuvelt, Nederlands schrijver
- 1984 - Abdullah Dawit, Ethiopisch atleet
- 1984 - Romain Feillu, Frans wielrenner
- 1984 - Tucker Fredricks, Amerikaans schaatser
- 1984 - Suzanne de Goede, Nederlands wielrenster
- 1984 - Kerron Stewart, Jamaicaans atlete
- 1985 - Chantal Achterberg, Nederlands roeister
- 1985 - Luol Deng, Sudanees-Brits basketballer
- 1985 - Nate Diaz, Amerikaans MMA-vechter
- 1985 - Andreas Granqvist, Zweeds voetballer
- 1985 - Stefanie Luiken, Nederlands zwemster
- 1985 - Vladimir Micov, Servisch basketballer
- 1985 - Taye Taiwo, Nigeriaans voetballer
- 1985 - Olivier Werner, Belgisch voetballer
- 1986 - Hisashi Jogo, Japans voetballer
- 1986 - Shinji Okazaki, Japans voetballer
- 1986 - Paul di Resta, Brits autocoureur
- 1986 - Teruki Tabata, Japans voetballer
- 1986 - Epke Zonderland, Nederlands turner
- 1987 - Atsede Baysa, Ethiopisch atlete
- 1987 - Aaron Lennon, Engels voetballer
- 1987 - Justin Olsen, Amerikaans bobsleeër
- 1987 - Jorn Vermeulen, Belgisch voetballer
- 1988 - Simon Child, Nieuw-Zeelands hockeyer
- 1988 - Lars Lambooij, Nederlands voetballer
- 1988 - Joe McKnight, Amerikaans Americanfootballspeler (overleden 2016)
- 1988 - Marko Milinković, Servisch voetballer
- 1989 - Victoria Guerra, Portugees actrice
- 1989 - Dani Parejo, Spaans voetballer
- 1990 - Terrence Agard, Curaçaos/Nederlands atleet
- 1990 - Bruno Méndez, Spaans autocoureur
- 1990 - Arthur Zanetti, Braziliaans turner
- 1991 - Rockie Fresh, Amerikaans rapper
- 1991 - Pierre-Antoine Gillet, Belgisch basketballer
- 1991 - Katie Meili, Amerikaans zwemster
- 1991 - Luis Muriel, Colombiaans voetballer
- 1991 - Charris Rozemalen, Nederlands handbalster
- 1991 - Glenn Schuurman, Nederlands hockeyer
- 1991 - Jesse Vercruysse, Belgisch atlete
- 1992 - Ronnie Flex, Nederlands rapper
- 1992 - Richèl Hogenkamp, Nederlands tennisster
- 1992 - Breeja Larson, Amerikaans zwemster
- 1992 - Sébastien van Luxemburg, prins van Luxemburg en Nassau
- 1992 - André Ntambue, Nederlands-Congolees voetballer
- 1992 - Samuel Spokes, Australisch wielrenner
- 1993 - Chen Qian, Chinees zwemster
- 1993 - Mirai Nagasu, Amerikaans kunstschaatsster
- 1994 - Louise Carton, Belgisch atlete
- 1994 - Birger Verstraete, Belgisch voetballer
- 1996 - Anya Taylor-Joy, Argentijns-Brits actrice
- 1997 - Lautaro Martínez, Argentijns voetballer
- 1997 - Ezra Walian, Nederlands-Indonesisch voetballer
- 1998 - Beatrich, Litouws zangeres
- 1999 - Nikita Troitskiy, Russisch autocoureur
- 1999 - Bob van Uden, Nederlands e-sporter
- 1999 - Hannes Wolf, Oostenrijks voetballer
- 2001 - Lieske Carleer, Nederlands voetbalster
- 2002 - Filip Jörgensen, Deens-Zweeds voetballer
- 2002 - Dajana Kirillova, Russisch zangeres
- 2002 - Sadie Sink, Amerikaans actrice
- 2004 - Julie Jorde, Noors voetbalster
- 2006 - Ethan Butera, Belgisch voetballer
- 2008 - Eléonore van België, Belgisch prinses

## Overleden

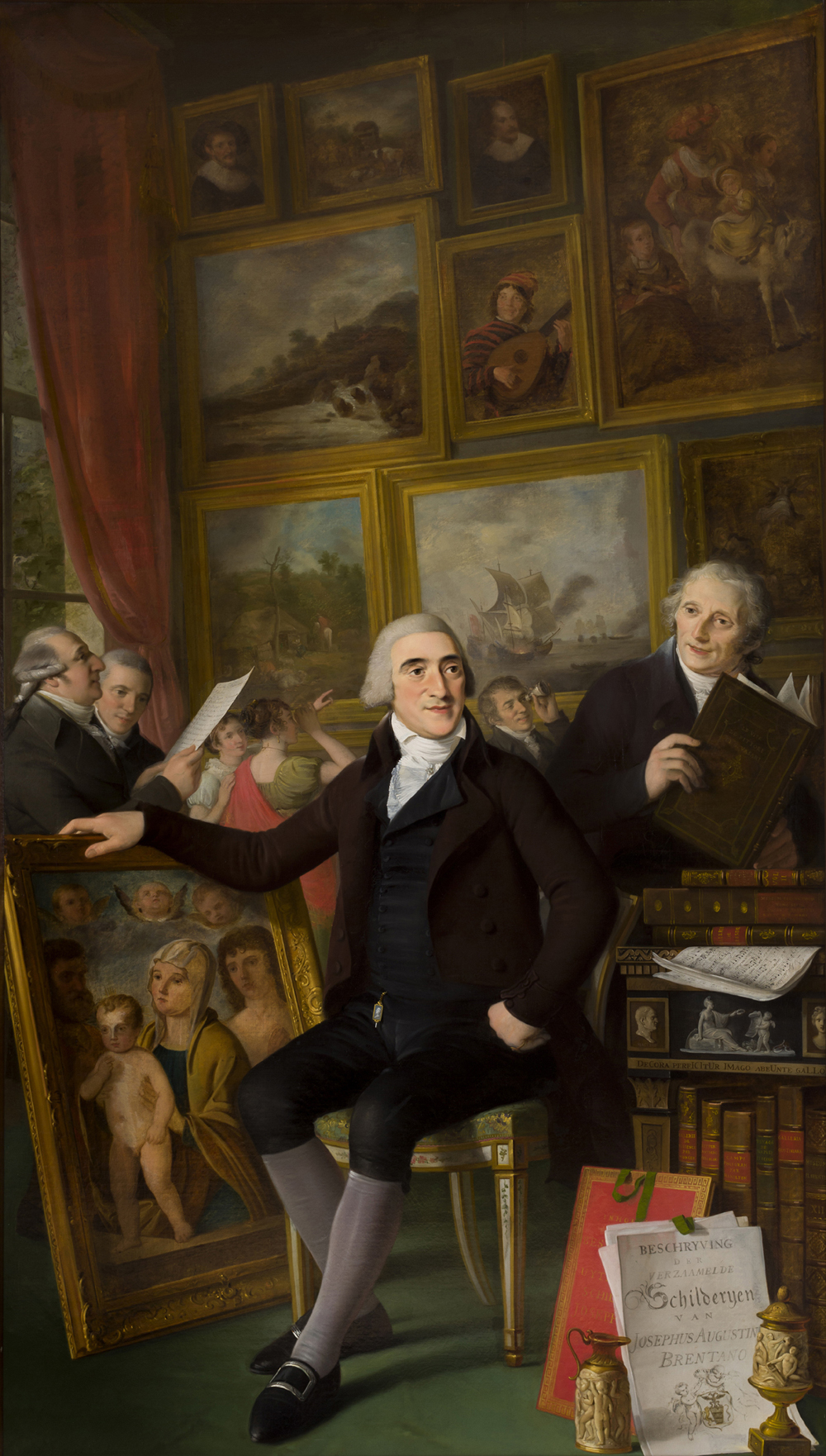
Josephus Augustinus Brentano
overleden in 1821

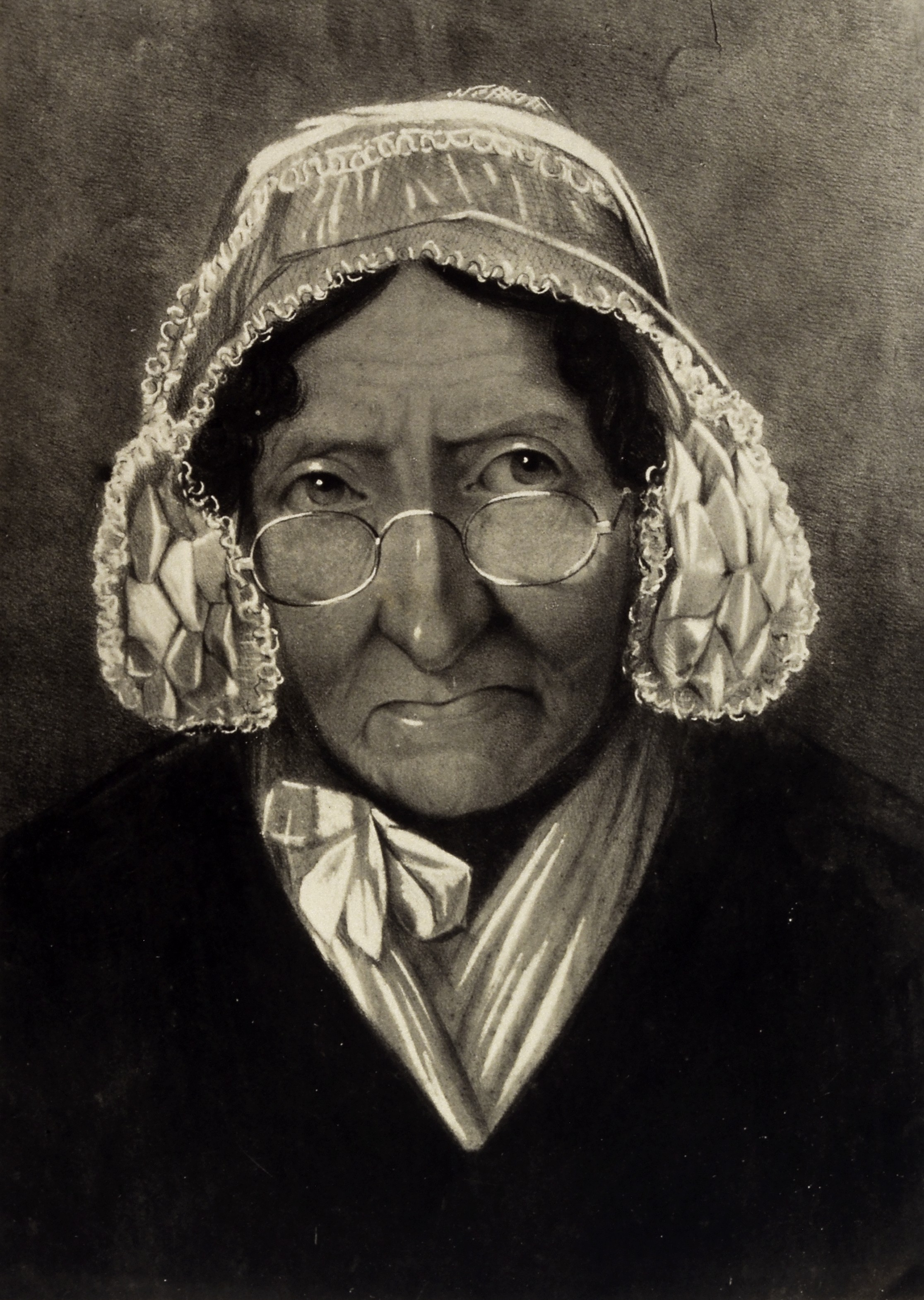
Marie Tussaud,
overleden in 1850

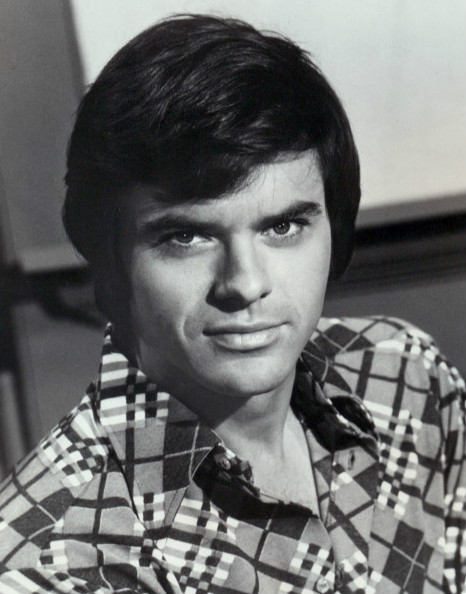
Robert Urich,
overleden in 2002

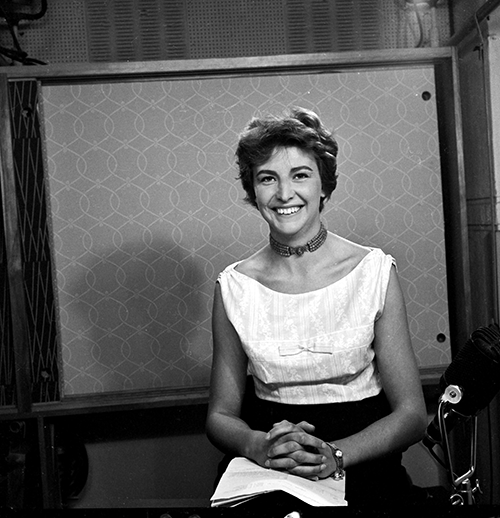
Ageeth Scherphuis,
overleden in 2012

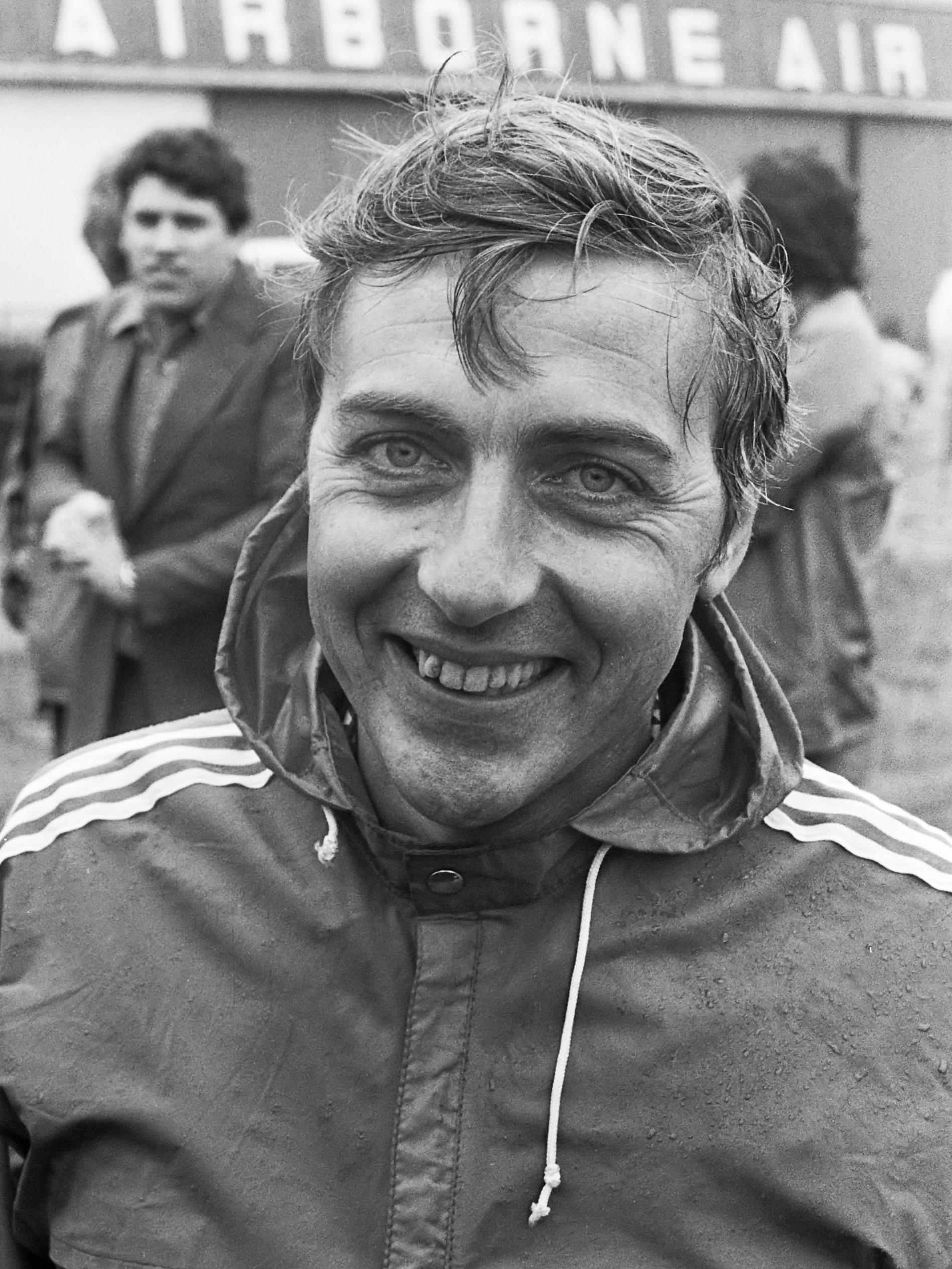
Heinze Bakker
overleden in 2021

- 621 - Reccared II, koning van de Visigoten
- 744 - Al-Walid II, kalief van de Omajjaden
- 886 - Jocelin van Parijs, Frankisch bisschop
- 1090 - Sikelgaita, Italiaans prinses
- 1113 - Svjatopolk II, Heerser van het Kievse rijk
- 1198 - Frederik I van Oostenrijk, Hertog van Oostenrijk
- 1637 - Sébastien La Ruelle (45), Belgisch politicus
- 1689 - Aphra Behn (49), Brits schrijfster
- 1743 - Aegidius Francken (67), Nederlands predikant
- 1756 - Jacques Cassini (79), Frans astronoom
- 1821 - Josephus Augustinus Brentano (67), Nederlands kunstverzamelaar en mecenas
- 1825 - Johann Heinrich Füssli (84), Zwitsers-Hongaars schilder
- 1828 - Francisco Goya (82), Spaans kunstschilder
- 1850 - Gerrit Lamberts (73), Nederlands tekenaar
- 1850 - Marie Tussaud (88), Frans wassenbeeldenartieste
- 1858 - Johann Baptist Cramer (87), Brits componist en pianist
- 1877 - Auguste Payen (75), Belgisch architect
- 1879 - Bernadette Soubirous, (35), heilige Marie-Bernard
- 1888 - Zygmunt Wróblewski (42), Pools natuur- en scheikundige
- 1899 - Emilio Jacinto (23), Filipijns revolutionair en schrijver
- 1901 - Henry Augustus Rowland (52), Amerikaans natuurkundige
- 1902 - Hubert Bellis (71), Belgisch kunstschilder
- 1902 - Jan-Baptist De Boeck (75), Belgisch beeldhouwer
- 1914 - Félix De Broux (73), Belgisch politicus
- 1918 - Richard Kandt (50), Duits ontdekkingsreiziger
- 1921 - Willibrord Benzler (67), Duits rooms-katholiek priester
- 1928 - Pavel Axelrod (77), Russisch revolutionair
- 1936 - William Coley (74), Amerikaans chirurg
- 1940 - Adam Kogut (44), Pools voetballer
- 1940 - Marian Spoida (39), Pools voetballer
- 1941 - Gerardus Lucas Bots (81), Nederlands organist en componist
- 1955 - Robert d'Ursel (82), Belgisch politicus
- 1956 - Friedrich-Hermann Praetorius (52), Duits militair
- 1958 - Rosalind Franklin (37), Brits biochemicus
- 1958 - Fernand van Ackere (79), Belgisch politicus
- 1961 - Martien Houtkooper (69), Nederlands voetballer
- 1965 - Félix Sellier (72), Belgisch wielrenner
- 1968 - Fay Okell Bainter (74), Amerikaans actrice
- 1976 - Ján Arpáš (58), Slowaaks voetballer
- 1978 - Kuroda Nagamichi (88), Japans ornitholoog
- 1978 - Philibert Tsiranana (65), Malagassisch premier
- 1987 - Mike Von Erich (23), Amerikaans professioneel worstelaar
- 1988 - Youri Egorov (33), Russisch Nederlands concertpianist
- 1988 - Jacques de Kadt (90), Nederlands politicus en publicist
- 1988 - Henk Mulder (60), Nederlands politicus
- 1989 - Piet Aalberse (78), Nederlands KVP-politicus en Tweede Kamerlid
- 1989 - Douwe Capelle (78), Nederlands collaborateur
- 1990 - Leendert van der Pijl (86), Nederlands botanicus
- 1991 - Charles Hammes (75), Nederlands kunstenaar
- 1991 - David Lean (83), Brits filmregisseur
- 1993 - Jan Meefout (77), Nederlands beeldhouwer
- 1994 - Ralph Ellison (81), Afro-Amerikaans schrijver
- 1996 - Nel Schuttevaêr-Velthuys (92), Nederlands schrijfster[10]
- 1998 - Fernanda Caroen (77), Belgisch zwemster
- 1998 - Fred Davis (84), Engels snookerspeler
- 2002 - Franz Krienbühl (73), Zwitsers schaatser
- 2002 - Robert Urich (55), Amerikaans acteur
- 2004 - Frans Schoofs (65), Nederlands tafeltennisser
- 2006 - Cees Kalis (56), Nederlands drummer
- 2007 - Liviu Librescu (76), Israëlisch hoogleraar
- 2008 - Edward Lorenz (90), Amerikaans weerkundige
- 2009 - Eduardo Rózsa-Flores (49), Hongaars acteur, schrijver, dichter en journalist
- 2010 - Tomáš Špidlík (90), Tsjechisch kardinaal
- 2012 - Ernest Callenbach (83), Amerikaans schrijver
- 2012 - Arnold Mærsk Mc-Kinney Møller (98), Deens ondernemer
- 2012 - Carlo Petrini (64), Italiaans voetballer en voetbaltrainer
- 2012 - Ageeth Scherphuis (79), Nederlands journaliste
- 2013 - George Beverly Shea (104), Amerikaans zanger
- 2014 - Frank Kopel (65), Schots voetballer
- 2015 - Oles Boezina (45), Oekraïens journalist
- 2015 - Stanislav Gross (45), Tsjechisch premier
- 2016 - Louis Pilot (75), Luxemburgs voetballer en voetbalcoach
- 2018 - Harry Anderson (65), Amerikaans acteur en goochelaar
- 2018 - Marie-Thérèse De Clerck (93), Belgisch ondernemer
- 2019 - Jörg Demus (90), Oostenrijks pianist en componist
- 2019 - Fay McKenzie (101), Amerikaans actrice
- 2019 - Henk Rooimans (71), Nederlands architect en beeldend kunstenaar
- 2020 - Christophe (74), Frans zanger
- 2020 - Gene Deitch (95), Amerikaans-Tsjechisch animator en regisseur
- 2020 - Howard Finkel (69), Amerikaans worstelomroeper
- 2020 - Kenneth Gilbert (88), Canadees klavecinist, organist en musicoloog
- 2020 - Leonie Kooiker (92), Nederlands kinderboekenschrijfster
- 2020 - Eric Lambert (84), Belgisch voetballer
- 2021 - Heinze Bakker (79), Nederlands sportjournalist en -presentator
- 2021 - Charles Geschke (81), Amerikaans zakenman en computerwetenschapper
- 2021 - Barry Mason (85), Brits songwriter
- 2021 - Helen McCrory (52), Brits actrice
- 2021 - Serhei Novikov (71), Russisch judoka
- 2021 - Liam Scarlett (35), Brits choreograaf
- 2021 - Paul Schneider (93), Duits beeldhouwer
- 2022 - Gerrit van Dijk (82), Nederlands hoogleraar wis- en natuurkunde
- 2022 - Rosario Ibarra (95), Mexicaans feministe, politiek activiste en politica
- 2022 - Rhoda Kadalie (68), Zuid-Afrikaans mensenrechtenactiviste, feministe en journaliste
- 2022 - Joachim Streich (71), Duits voetballer
- 2023 - Ahmad Jamal (Frederick Russell Jones) (92), Amerikaans jazzpianist
- 2024 - Jacques Cooper (93), Frans industrieel ontwerper
- 2024 - Rodney Gould (81), Brits motorcoureur
- 2024 - Josep Maria Terricabras i Nogueras (77), Spaans filosoof en politicus
- 2025 - Nora Aunor (71), Filipijns actrice en zangeres
- 2025 - Fatima Hassouna (25), Palestijns fotojournalist
- 2025 - Ryan Nannan (44), Surinaams wetenschapper en ambassadeur
- 2025 - Ronald Roethof (58), Nederlands-Surinaams dammer, advocaat en medicus

## Viering/herdenking

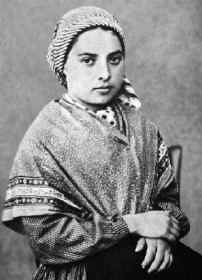
H. Bernadette Soubirous

- Pasen in 1623, 1634, 1645, 1656, 1702, 1713, 1724, 1775, 1786, 1797, 1843, 1854, 1865, 1876, 1911, 1922, 1933, 1995, 2006, 2017, 2028, 2063
- Rooms-Katholieke kalender:
  - Heilige Bernadette Soubirous († 1879) - Gedachtenis in Vlaanderen
  - Heilige Benedikt-Jozef Labre († 1783)
  - Heilige Drogo († c. 1186)
  - Heilige Encratia (van Saragossa) († c. 304)
  - Heilige Turribius van Astorga († c. 460)
  - Heilige Hervé van Tours († 1021)

## Weerextremen

### Nederland
| | Officiële records | Officiële records | Officiële records |      | Landelijke records       | Landelijke records | Landelijke records                                                        |
| Gebeurtenis | Jaar              | Extreem           | Locatie           | Jaar | Extreem                  | Locatie            |                                                                           |
| --- | ----------------- | ----------------- | ----------------- | ---- | ------------------------ | ------------------ | ------------------------------------------------------------------------- |
| Laagste etmaalgemiddelde temperatuur (°C) | 1921              | 1,1               | De Bilt           |      | 1921                     | 1,1                | De Bilt                                                                   |
| Hoogste etmaalgemiddelde temperatuur (°C) | 2003              | 17,5              | De Bilt           |      | 1934, 2007               | 19,2               | Maastricht                                                                |
| Laagste minimumtemperatuur (°C) | 1921              | −4,1              | De Bilt           |      | 2008                     | −4,4               | Twenthe                                                                   |
| Hoogste minimumtemperatuur (°C) | 1949              | 11,0              | De Bilt           |      | 1934, 1988               | 12,4               | Maastricht                                                                |
| Laagste maximumtemperatuur (°C) | 1928              | 2,4               | De Bilt           |      | 1928                     | 2,4                | De Bilt                                                                   |
| Hoogste maximumtemperatuur (°C) | 2007              | 27,3              | De Bilt           |      | 2007                     | 28,7               | Arcen, Ell                                                                |
| Hoogste uurgemiddelde windsnelheid (m/s) | 1913              | 14,4              | De Bilt           |      | 1920                     | 20,6               | Vlissingen                                                                |
| Hoogste windstoot (m/s) | 1951              | 20,1              | De Bilt           |      | 1991                     | 26,8               | Lauwersoog                                                                |
| Langste zonneschijnduur (uur) | 1974, 2014        | 13,0              | De Bilt           |      | 1942 1996 2014 2021 2022 | 13,2               | Eelde Maastricht Eelde, Heino, Leeuwarden Eelde Westdorpe, Wilhelminadorp |
| Langste neerslagduur (uur) | 1963              | 13,2              | De Bilt           |      | 2002                     | 14,9               | Cabauw                                                                    |
| Hoogste etmaalsom van de neerslag (mm) | 1959              | 20,1              | De Bilt           |      | 2009                     | 26,1               | Eindhoven                                                                 |
| Laagste etmaalgemiddelde relatieve vochtigheid (%) | 2003              | 43                | De Bilt           |      | 1949                     | 33                 | Maastricht                                                                |
| Laagste uurwaarde luchtdruk op zeeniveau (hPa) | 1919              | 988,7             | De Bilt           |      | 1998                     | 986,0              | Hoorn Terschelling                                                        |
| Hoogste uurwaarde luchtdruk op zeeniveau (hPa) | 1914              | 1033,6            | De Bilt           |      | 2022                     | 1035,0             | Eelde                                                                     |
| Officiële records worden altijd gemeten op het KNMI-weerstation in De Bilt. Landelijke records kunnen worden gemeten op elk officieel KNMI-weerstation in Nederland. |                   |                   |                   |      |                          |                    |                                                                           |

Uitzonderlijke gebeurtenissen
- 1943 - Eerste officiële warme dag van het jaar (maximumtemperatuur ≥ 20 °C in De Bilt)
- 1949 - Eerste landelijke zomerse dag van het jaar gemeten in Maastricht (maximumtemperatuur ≥ 25 °C op een officieel weerstation)
- 1964 - Eerste officiële warme dag van het jaar (maximumtemperatuur ≥ 20 °C in De Bilt)
- 1964 - Eerste landelijke warme dag van het jaar gemeten in De Bilt, De Kooy, Deelen, Eelde, Eindhoven, Gilze-Rijen, Leeuwarden, Maastricht, Rotterdam, Schiphol, Soesterberg, Twenthe, Valkenburg ZH en Volkel (maximumtemperatuur ≥ 20 °C op een officieel weerstation)
- 1970 - Eerste landelijke zachte dag van het jaar gemeten in Eindhoven, Gilze-Rijen, Maastricht en Volkel (maximumtemperatuur ≥ 15 °C op een officieel weerstation)
- 1983 - Eerste officiële zachte dag van het jaar (maximumtemperatuur ≥ 15 °C in De Bilt)
- 1988 - Eerste landelijke warme dag van het jaar gemeten in Eelde (maximumtemperatuur ≥ 20 °C op een officieel weerstation)

### België
Dagrecords
- 1847 - Laagste etmaalgemiddelde temperatuur 2,0 °C
- 1949 - Hoogste etmaalgemiddelde temperatuur 21,1 °C
- 1921 - Laagste minimumtemperatuur −2,7 °C
- 1949 - Hoogste maximumtemperatuur 27,6 °C
- 2009 - Hoogste etmaalsom van de neerslag 17,9 mm

Uitzonderlijke gebeurtenissen
- 1968 - Brand in Hoge Venen aangewakkerd door wind van meer dan 70 km/h.

<< · 1 · 2 · 3 · 4 · 5 · 6 · 7 · 8 · 9 · 10 · 11 · 12 · 13 · 14 · 15 · 16 · 17 · 18 · 19 · 20 · 21 · 22 · 23 · 24 · 25 · 26 · 27 · 28 · 29 · 30 · >>